# 땅꽃과
땅꽃과(--科, 학명: Lennoaceae 렌노아케아이[*])는 지치목의 과이다. 과거에는 지치과 아래의 땅꽃아과(Lennooideae)로 분류하기도 했으나, 지치목 워킹 그룹(Boraginales Working Group)의 2016년 분류에서는 분자계통학적 근거에 따라 별개의 과로 재분류했다.

## 하위 분류
- 땅꽃속(Lennoa Lex.)
- Pholisma Nutt. ex Hook.